# Margarida d’Este
Margarida d'Este (em italiano:  Margherita d'Este; Módena, 1619 – Mântua, 12 de novembro de 1692) foi uma nobre italiana, princesa de Módena e Reggio e duquesa consorte de Guastalla.

## Biografia
Era filha de Afonso III d'Este, Duque de Módena e Reggio de 1628 a 1629, e de Isabel de Saboia; os seus avós maternos foram Carlos Emanuel I de Saboia e a infanta Catarina Micaela de Espanha (filha de Filipe II de Espanha).
A 25 de junho de 1647 casou com Ferrante III Gonzaga, duque de Guastalla.
Contudo, Margarida não conseguiu dar um herdeiro masculino ao ducado e, pela morte de seu marido Ferrante III em 1678, o título passou à filha mais velha Ana Isabel, que se torna duquesa.
Margarida vem a falecer a 12 de novembro de 1692.

## Descendência
Do seu casamento com Ferrante III, Margarida teve duas filhas:
- Ana Isabel (Anna Isabella) (1655-1703), que casou com Fernando Carlos Gonzaga, 10.º Duque de Mântua;
- Maria Vitória (Maria Vittoria) (1659-1707), que sucedeu à irmã no Ducado de Guastalla, que casou com o seu primo Vincente Gonzaga.

## Ligações Externas
- Genealogia da família Este *http://worldroots.com/foundation/families/taddeobarberinidesc.htm
- http://genealogy.euweb.cz/italy/farnese2.html
- http://www.all-art.org/history252-7.html
- http://www.britannica.com/EBchecked/topic/62547/Gian-Lorenzo-Bernini
- http://special-1.bl.uk/treasures/festivalbooks/BookDetails.aspx?strFest=0183 (the record of the festival celebrating Francesco's marriage to Lucrezia Barberini)